# 陈登科
陈登科（1919年—1998年），男，江苏涟水人，中国作家，中国作家协会理事，安徽省文学艺术界联合会原副主席，中共八大代表，第三、五、六、七届全国人大代表。